# Whist

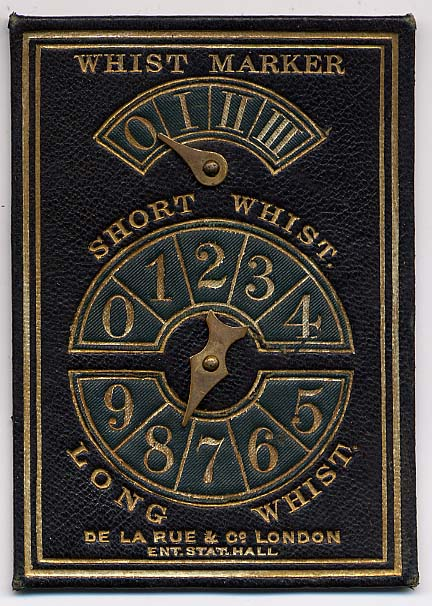
Carta del joc.

El whist és un joc de cartes. S'utilitza una baralla francesa, que consta de 52 cartes i s'estableixen dues parelles adversàries.

## El joc

### Situació dels jugadors i convencions prèvies
La primera qüestió que s'ha d'abordar és la situació dels jugadors. Tret que les parelles estiguin definides amb anterioritat, per a establir-les, és tradicional estendre en ventall la baralla i fer que cada jugador extregui una carta. Les cartes de major valor formen una parella i les de menor valor l'altra. En aquest sorteig, l'as és la carta que té menor valor i el rei la que el té major. Els membres d'una parella se situen un enfront de l'altre.
Atès que és un joc en el qual s'aposta, se sol establir abans d'iniciar-lo el valor econòmic que tenen les partides guanyades, que poden ser representades per fitxes que la parella perdedora ha de lliurar a la guanyadora. Una vegada acabada la sèrie de partides o de robres (mànigues, sèries de partides guanyades) es calcula la diferència entre el guanyador i el perdedor i es transformen les fitxes en els diners prèviament establerts.
Les partides es juguen a deu punts, punts els quals es marquen amb fitxes amb valor d'una unitat o de cinc unitats.

### Repartiment de les cartes
Reparteix les cartes el jugador que va extreure en el sorteig de parelles el naip de valor més baix. Ha de remenar el mall i presentar-lo al jugador que està situat a la seva dreta. No es permet tallar menys de tres cartes. El repartiment de cartes es realitza començant per l'esquerra, donant les cartes d'una en una fins a completar les tretze que es lliuren a cada jugador. Abans que el jugador que reparteix es quedi amb la seva última carta haurà de tornar-la per a marcar el pal o color que servirà de trumfo. Aquesta carta quedarà a la vista de tots els jugadors fins a gairebé el final del primer torn, moment en el qual al jugador que va repartir li toqui jugar i en el qual recuperarà aquesta carta per al seu joc. A partir d'aquest moment no es podrà informar cap jugador del valor que tenia aquesta carta, encara que sí del pal o color que era. Tampoc es podrà fer ja cap observació sobre el repartiment de cartes. En cas que hi hagi error en el repartiment el conjunt de cartes passa a l'equip contrari.

### Desenvolupament del joc i punts
Cada jugador ordena les seves cartes per pal i per valor. El valor de les cartes és el següent: as, rei, dama, valet, deu... fins a arribar al dos, que és la carta de menor valor. El jugador "mà" (el que va obtenir en el sorteig la carta de major valor, i que està situat a la dreta del qual va repartir, que al seu torn havia obtingut la de menor valor), tira una carta sobre la taula; els altres jugadors tiren al seu torn una carta i la més forta s'emporta la basa. El guanyador de la basa passa a ser el primer a jugar la següent carta. Es continua de la mateixa manera fins a arribar a la tretzena basa.
És obligatori servir, és a dir que cal posar carta del pal sol·licitat pel primer jugador a posar carta sobre la taula sempre que això sigui possible. No obstant això, no és obligatori superar el valor de la carta anteriorment jugada encara que es disposi d'ella. Si es renuncia, és a dir, si no es disposa del pal jugat pel primer no és obligatori tallar amb una carta de triomf. En el seu lloc es pot lliurar una carta qualsevol.
Una vegada acabada la partida, cal comptar els punts dels dos equips. Hi ha dos tipus de punts, la qual cosa es deuen a les bases i els que es deuen als honors.
Cada equip ha d'aconseguir sis bases. Per cada basa que es realitzi per sobre de sis l'equip s'anotarà un punt. Aquestes bases suplementàries són conegudes a vegades pel seu nom anglès de tricks. L'equip que fa totes les bases aconsegueix un "gran eslam" i si es queda amb dotze un "petit eslam".

### Variants
La variant més coneguda del whist és el joc de tres, també dit amb mort. Les úniques diferències que es poden trobar respecte al whist normal són que les cartes de l'habitació jugadora (el "mort") es descobreix sobre la taula i que els jugadors sortegen l'ordre per a jugar amb el mort com a parella i que no es compten els honors.